# Maceta
La maceta és una eina pròpia dels picadors de pedra que ha adoptat recentment el marger per adobar més acuradament la pedra, especialment per fer cantoneres i marges enqueixalats, i que substitueix el martell de punta. La maceta és una eina composta per una peça de ferro amb un ull central en el qual va ficat un mànec de fusta. La peça de ferro de la maceta té secció quadrada i els dos caps plans i iguals. El mànec mida 20,8 cm i la peça de ferro 12 cm de llarg i secció de 3,7 cm per 3,2 cm. Pesa 1 kg; té el mànec d'ullastre i la peça, de ferro. El pes i les dimensions de l'eina estan pensades per treballar amb una sola mà.
El nom de l'eina sembla que és el diminutiu de la maça.